# Fever (álbum de Bullet for My Valentine)
Fever é o terceiro álbum de estúdio da banda de  Bullet for My Valentine, contendo 11 faixas. O álbum foi lançado no dia 26 de abril de 2010 no Reino Unido e 27 nos Estados Unidos. O álbum vendeu 71 mil cópias nos Estados Unidos e 21.965 no Reino Unido em sua primeira semana de lançamento, além de ter estreado na 3 º posição na The Billboard 200, na 2 º posição na parada internacional do Japão, 2 º na Áustria, 3 º na Alemanha, 4 º na Suíça e 5 º no Reino Unido e na Austrália tornando-se o disco mais bem sucedido da banda até a data.

## Gravação
Após o sucesso do lançamento de Scream Aim Fire, o Bullet decide gravar um terceiro álbum no final de 2009. Em uma entrevista com a Metal Hammer, Tuck disse que planejava fazer um álbum mais técnico e clássico, porém não abandonando o metalcore. Em abril de 2009 começaram as gravações no estúdio com o produtor Don Gilmore, que já havia produzido bandas notáveis como Lacuna Coil, Good Charlotte e Linkin Park. Para não interromper as gravações, tiveram que cancelar um tour pela África do Sul, deixando vários fãs decepcionados. Tuck entretanto pede desculpas e promete aos fãs que compensará o cancelamento do show com o novo álbum.
Após alguns meses, durante o Mayhem Festival nos Estados Unidos, tocaram uma música do novo álbum, que na época não era intitulada. A música ficou conhecida como "Who do You Think You Are?" no Youtube, porém esse nome não constava na lista das faixas confirmadas, porém, a música aparece no ábum sob o nome de "Pleasure and Pain", com letra diferente da apresentada no vídeo. No dia 16 de fevereiro de 2010 foi anunciado uma nova música no site oficial da banda, chamada "Begging for Mercy". Essa mesma música estava disponível para download por tempo limitado no site. O primeiro single, "Your Betrayal" deveria ter sido lançado no dia 9 de março, mas inesperadamente, foi lançado no dia 2 de março como um single digital no iTunes. Foi também gravado um videoclipe para o segundo single, "The Last Fight", já disponível no Myspace e Youtube da banda. No final de 2010 a banda divulgou o clipe de "Bittersweet Memories", e "Fever" que foi lançado em 2011.
No dia 19 de abril, o Bullet divulgou todas as faixas completas do CD em seu Myspace oficial para os fãs ouvirem, e poucas horas depois de divulgado já estava disponível para download em vários sites diferentes. Anunciaram também o tour por alguns países da Europa e pelos Estados Unidos para divulgar o Fever.

## Faixas[11]
1. "Your Betrayal" - 4:52
2. "Fever" - 3:56
3. "The Last Fight" - 4:17
4. "A Place Where You Belong" - 5:06
5. "Pleasure and Pain" - 3:52
6. "Alone" - 5:55
7. "Breaking Out Breaking Down" - 4:03
8. "Bittersweet Memories" - 5:07
9. "Dignity" - 4:27
10. "Begging for Mercy" - 3:55
11. "Pretty on the Outside" - 3:54

Promoção Pré-Lançamento
- "The Last Fight" (piano) - 4:38